# HD 202951
HD 202951，又名BD+10 4516，SAO 107020、HR 8149，是一颗小馬座的恒星，视星等为5.96，位于銀經62.27，銀緯-25.79，其B1900.0坐标为赤經21h 14m 1.4s，赤緯+10° -25.79′ 55″。